# Нова Башта
Нова Башта (слч. Nová Bašta) насељено је мјесто са административним статусом сеоске општине (слч. obec) у округу Римавска Собота, у Банскобистричком крају, Словачка Република.

## Становништво
| Година:    | 1994. | 2004.    | 2014.   | 2024.   |
| ---------- | ----- | -------- | ------- | ------- |
| Број људи: | 607   | 529      | 505     | 498     |
| Разлика:   |       | -12,85 % | -4,53 % | -1,38 % |

| Година:    | 2023. | 2024.   |
| ---------- | ----- | ------- |
| Број људи: | 500   | 498     |
| Разлика:   |       | -0,40 % |

Према подацима о броју становника из 2011. године насеље је имало 526 становника.